# Голівочка повна
Голівочка повна (Cephalozia pleniceps) — вид печіночників порядку юнгерманіальних (Jungermanniales).
Таксон вважається синонімом до Fuscocephaloziopsis pleniceps (Austin) Váňa & L. Söderstr.

## Поширення
Батьківщиною є Європа, Азія, Північна Америка, Південна Америка.